# Fayet-le-Château
Fayet-le-Château ist eine französische Gemeinde mit 381 Einwohnern (Stand: 1. Januar 2022) im Département Puy-de-Dôme in der Region Auvergne-Rhône-Alpes (vor 2016 Auvergne). Fayet-le-Château gehört zum Arrondissement Clermont-Ferrand und zum Kanton Billom
(bis 2015 Saint-Dier-d’Auvergne).

## Lage
Fayet-le-Château liegt etwa 27 Kilometer ostsüdöstlich von Clermont-Ferrand in der Landschaft Limagne. Das Gemeindegebiet wird vom Fluss Jauron durchquert, der hier noch Ruisseau des Ribeyres und Ricochet genannt wird. Umgeben wird Fayet-le-Château von den Nachbargemeinden Égliseneuve-près-Billom im Norden und Nordwesten, Mauzun im Nordosten, Estandeuil im Osten, Saint-Jean-des-Ollières im Süden und Südosten, Isserteaux im Westen und Südwesten sowie Montmorin im Westen und Nordwesten.

## Bevölkerungsentwicklung
| Jahr                       | 1962 | 1968 | 1975 | 1982 | 1990 | 1999 | 2006 | 2013 |
| Einwohner                  | 271  | 249  | 229  | 225  | 198  | 218  | 259  | 343  |
| Quellen: Cassini und INSEE |      |      |      |      |      |      |      |      |

## Sehenswürdigkeiten
- Kirche Saint-Barthélemy (früher: Kirche Saint-Pierre-aux-Liens) aus dem 12. Jahrhundert, Umbauten aus dem 15. Jahrhundert
- Schloss Seymiers

## Weblinks

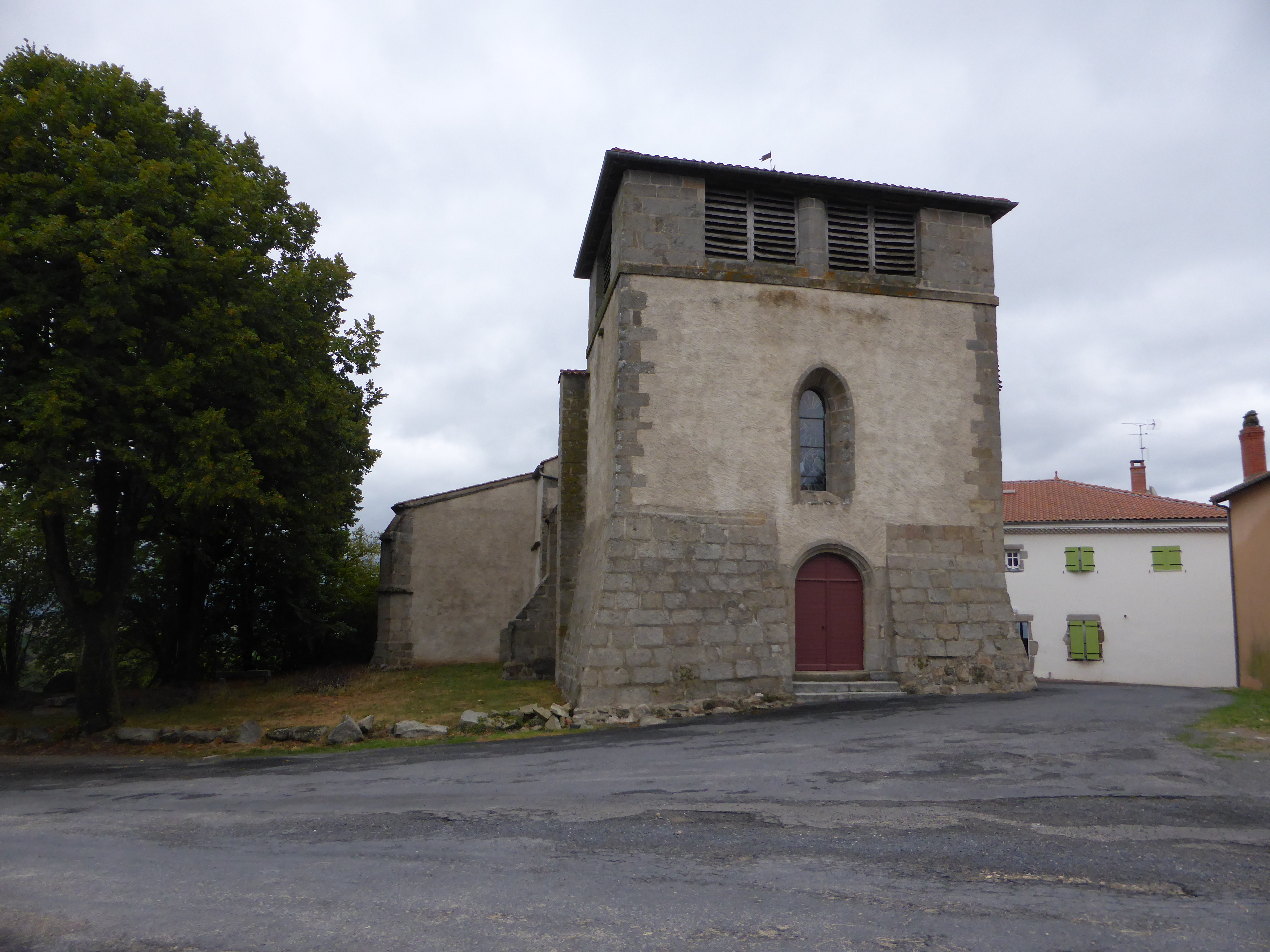
Kirche Saint-Barthélemy